# Long Range Wide Area Network

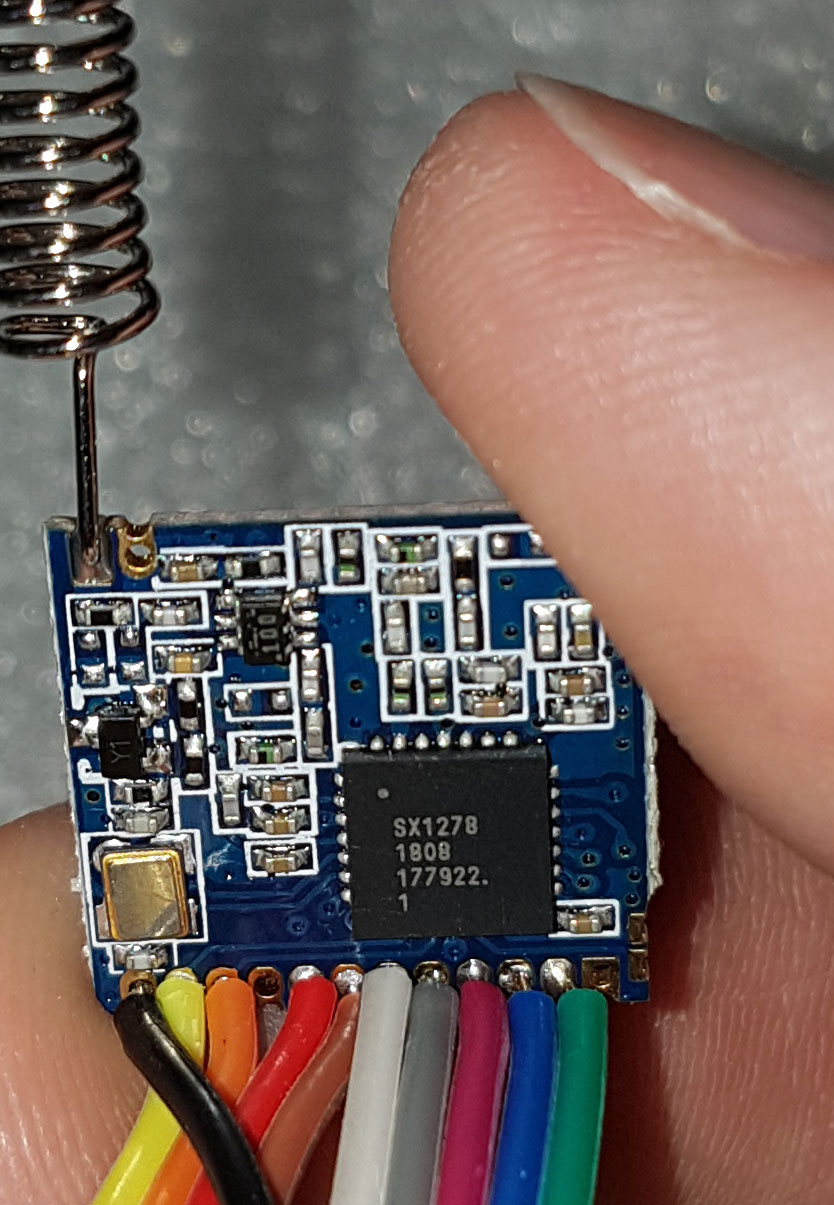
Platine auf Basis des Semtech SX-1278 Chips im 433 MHz Bereich.

Long Range Wide Area Network (LoRaWAN) ist ein Low-Power-Wireless-Netzprotokoll auf der Ebene der Vermittlungsschicht (engl. network layer). Die LoRaWAN-Spezifikationen werden von der LoRa Alliance festgelegt. Sie sind frei verfügbar und Software-Grundmodule sind als Open-Source-Software verfügbar. LoRaWAN nutzt das proprietäre, patentierte, leitungslose „LoRa“-Übertragungsverfahren auf der Bitübertragungsschicht (engl. physical layer).

## Aufbau

Architektur LoRaWAN

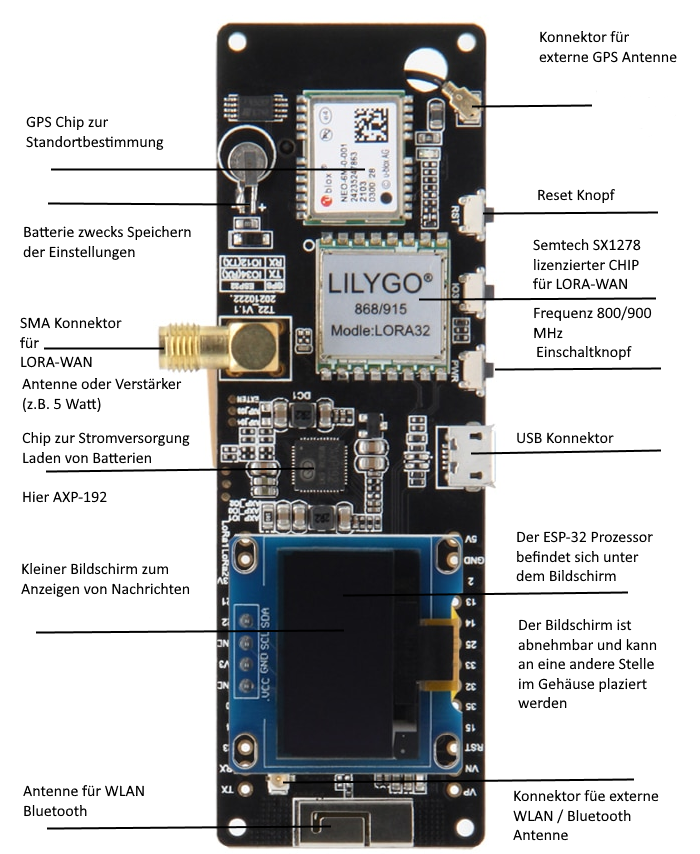
Typische Platine für den Einsatz mit Long Range Wide Area Network. Die Platine besteht aus Funkmodul, Prozessor, GPS-Empfänger und Kontrolle der Stromversorgung. Besonders für den Einsatz von Meshtastic sind solche Platinen geeignet. Die Platine kann via USB oder Bluetooth konfiguriert und programmiert werden.

Die LoRa-Wide-Area-Network-Architektur ist sternförmig. LoRa-Endgeräte kommunizieren mit LoRa-Gateways, welche die Datenpakete an einen LoRaWAN-Server senden. Dieser Server verfügt über Schnittstellen für IoT-Plattformen und -Applikationen. Die Kommunikation im LoRaWAN ist zweifach mit 128 bit AES verschlüsselt, zum einen bis zum Netzserver und zum anderen bis zum Anwendungsserver.

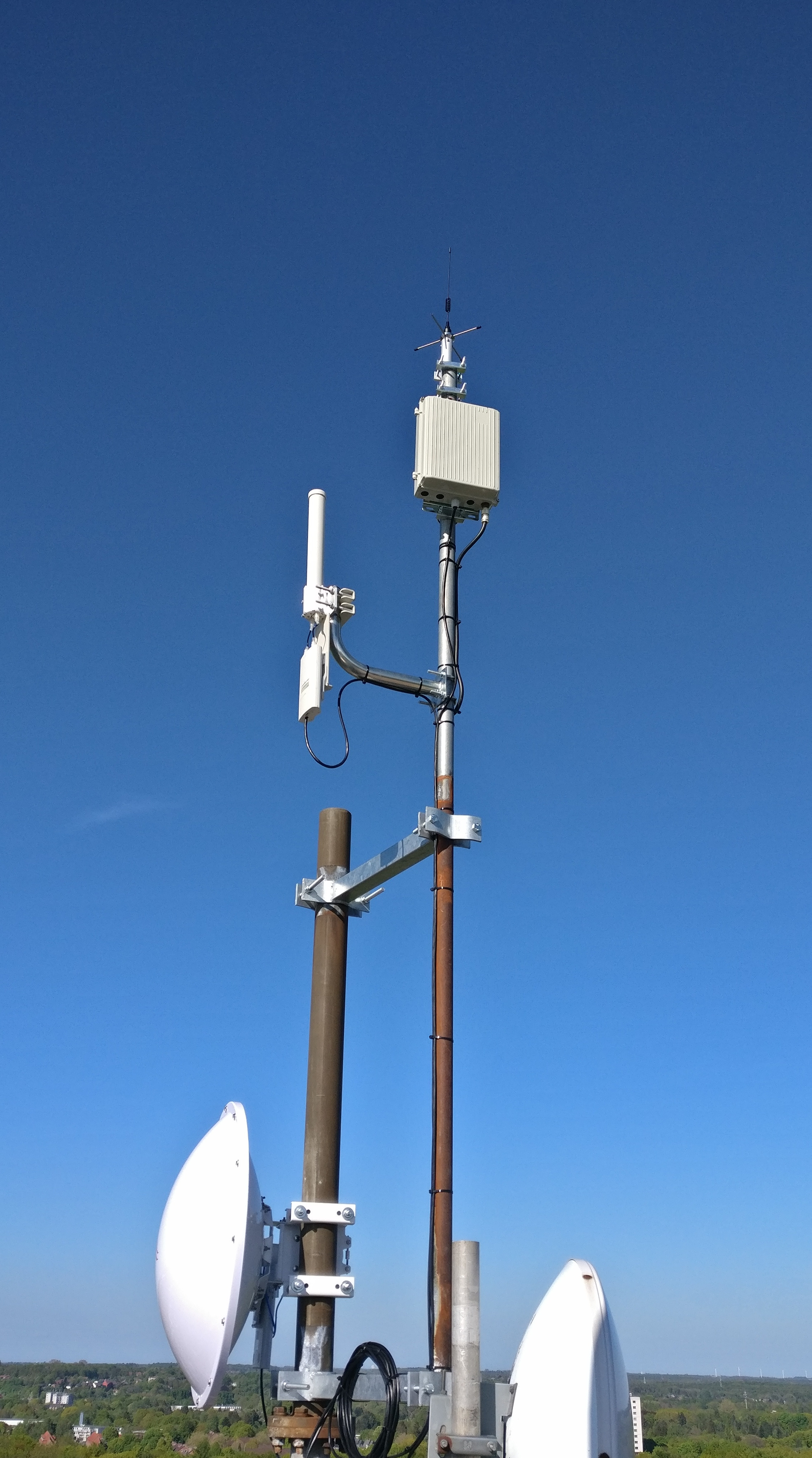
Long Range Wide Area Network Gateway in Kiel

### Bidirektionale Varianten der Endgeräte
Klasse A
Die Kommunikation funktioniert nach dem ALOHA-Zugriffsverfahren. Dabei sendet das Gerät seine erzeugten Datenpakete an das Gateway, gefolgt von zwei Download-Receive-Fenstern, die für einen Datenempfang genutzt werden können. Ein erneuter Datentransfer kann nur durch das Endgerät bei einem erneuten Upload initiiert werden.
Klasse B
Klasse-B-Endgeräte öffnen Download-Receive-Fenster zu festgelegten Zeiten. Dazu empfängt das Endgerät ein zeitgesteuertes Beacon-Signal vom Gateway. So weiß der Netzwerk-Server, wann das Endgerät bereit ist, um Daten zu empfangen.
Klasse C
Bei Endgeräten der Klasse C besteht ein permanent geöffnetes Download-Receive-Fenster. Somit sind Endgeräte der Klasse C nahezu permanent aktiv.

## LoRa
Endgeräte und Gateways im LoRaWAN nutzen ein proprietäres und patentiertes Übertragungsverfahren, basierend auf einer Chirp-Spread-Spectrum-Modulationstechnik mit der Bezeichnung „LoRa“ der Semtech Corporation. LoRa ist ein leitungsloses Übertragungsverfahren auf der Bitübertragungsschicht (engl. physical layer). Es ist asymmetrisch und auf Energieeffizienz für Reichweiten über 10 km für die Uplink-Kommunikation (also das Senden vom Endgerät an das Netz) ausgerichtet. Die Datenübertragungsrate reicht von 292 bit/s bis 50 kbit/s. Verschiedene Betriebsabstufungen bis hin zu quasi-kontinuierlicher Downlink-Kommunikation sind möglich – letzteres geht auf Kosten der Energieeffizienz. So spricht etwa die LoRa Alliance auch von Low Power Wide Area Networks.
LoRa nutzt regional unterschiedliche Frequenzbereiche im ISM- und im SRD-Band, darunter in Europa das Frequenzband von 433,05 bis 434,79 MHz (ISM-Band Region 1) und von 863 bis 870 MHz (SRD-Band Europa). In Nordamerika ist das Frequenzband von 902 bis 928 MHz (ISM-Band Region 2) dafür freigegeben. Generell gibt es Geräte für folgende Frequenzen: 433 MHz, 470 MHz, 799 MHz, 865 MHz, 868 MHz, 915 MHz, 920 MHz und 923 MHz. 
Die Reichweiten erstrecken sich von 2 km in Stadtgebieten bis zu 40 km in ländlichen Gebieten.
Ein großer Vorteil ist die Gebäude-Durchdringung, sodass auch Keller erreicht werden können. Der Strombedarf in Endgeräten beträgt rund 10 mA im Betriebs- und 100 nA im Ruhemodus. Das ermöglicht bei Vernachlässigung der Selbstentladung eine Batterielebensdauer von 2 bis 15 Jahren. Die Kommunikation zwischen Endgerät und Gateway erfolgt auf verschiedenen Frequenzkanälen mit Datenraten von 0,3 bis 50 kbit/s. Damit die öffentlichen Frequenzen nicht überlastet werden, sollen Lora-Nodes (Endgeräte) möglichst nicht mehr als eine Nachricht pro ca. 5 min senden. Damit ist der Einsatz für Realtimeanwendungen limitiert.
Die Frequenzspreizung ermöglicht eine hohe Effizienz bei Datentransfer und Energieverbrauch. Interferenzen werden dadurch minimiert. Die Datentransferrate zum Endgerät kann durch den LoRaWAN-Netzserver je nach Bedarf angepasst werden (ADR = Adaptive Data Rate).

### Funktechnik
Die Halbleiter-Chip-basierte (englisch IC für „integrated circuit“) LoRa-Hochfrequenz-Funktechnik (englisch RF für „radio frequency“) ist ein Lizenz-Produkt der Semtech Corporation (Nasdaq: SMTC). LoRa und LoRaWAN sind geschützte Marken von Semtech.

## LoRa Alliance
Die LoRa Alliance ist ein gemeinnütziger Verein, der sich zum Ziel gesetzt hat, durch die Entwicklung und Förderung des offenen LoRaWAN-Standards die Bereitstellung von LPWAN-IoT (Low Power Wide Area Networks) in großem Maßstab zu ermöglichen. Sie standardisiert und akkreditiert Zertifizierungsschemata, um das Funktionieren und die Skalierung von LoRaWAN-Netzwerken sicherzustellen.